# HMS Waterloo (1818)
Pour les autres navires du même nom, voir HMS Waterloo et HMS Bellerophon.
Le HMS Waterloo est un navire de ligne de 80 canons (3e rang) en service dans la Royal Navy.
Commandé sous le nom de Talavera en 1809, il prend le nom de Waterloo avant son lancement le 16 octobre 1818. Il est finalement renommé Bellerophon à partir de 1824.